# Nikola Sibiak
Nikola Sibiak (Darłowo, 21 giugno 2000) è una pistard polacca.

## Palmarès

### Pista
- 2019

Campionati polacchi, Velocità a squadre Under-23 (con Marlena Karwacka)
Campionati europei, Velocità a squadre Under-23 (con Marlena Karwacka)
- 2021

Campionati polacchi, Keirin
Campionati polacchi, Velocità a squadre (con Natalia Nieruchalska e Marlena Karwacka)
- 2022

Campionati polacchi, Velocità a squadre (con Marlena Karwacka, Natalia Nieruchalska e Sara Prusińska)

## Piazzamenti

### Competizioni mondiali
- Campionati del mondo su pista

Montichiari 2017 - Velocità a squadre Junior: 5ª
Montichiari 2017 - Keirin Junior: 11ª
Aigle 2018 - Velocità a squadre Junior: 3ª
Aigle 2018 - Velocità Junior: 3ª
Aigle 2018 - Keirin Junior: 3ª
Roubaix 2021 - Velocità a squadre: 6ª
St. Quentin-en-Yvelines 2022 - Velocità a squadre: 6ª
St. Quentin-en-Yvelines 2022 - Velocità: 21ª

### Competizioni europee
- Campionati europei su pista

Anadia 2017 - Velocità a squadre Junior: 4ª
Anadia 2017 - Velocità Junior: 14ª
Anadia 2017 - Keirin Junior: 12ª
Aigle 2018 - Velocità a squadre Junior: 3ª
Aigle 2018 - Velocità Junior: 3ª
Aigle 2018 - Keirin Junior: 5ª
Gand 2019 - Velocità a squadre Under-23: vincitrice
Gand 2019 - Velocità Under-23: 11ª
Gand 2019 - 500 metri a cronometro Under-23: 10ª
Gand 2019 - Keirin Under-23: 8ª
Apeldoorn 2019 - Velocità: 15ª
Fiorenzuola d'Arda 2020 - Velocità a squadre Under-23: 3ª
Fiorenzuola d'Arda 2020 - Velocità Under-23: 5ª
Fiorenzuola d'Arda 2020 - Keirin Under-23: 2ª
Apeldoorn 2021 - Velocità a squadre Under-23: 3ª
Apeldoorn 2021 - Velocità Under-23: 11ª
Apeldoorn 2021 - Keirin Under-23: 7ª
Grenchen 2021 - Velocità a squadre: 5ª
Grenchen 2021 - Velocità: 15ª
Grenchen 2021 - 500 metri a cronometro: 12ª
Anadia 2022 - Velocità a squadre Under-23: 2ª
Anadia 2022 - Velocità Under-23: 9ª
Anadia 2022 - Keirin Under-23: 5ª
Monaco di Baviera 2022 - Velocità a squadre: 3ª
Monaco di Baviera 2022 - Velocità: 16ª